# Ильин, Пётр Иванович

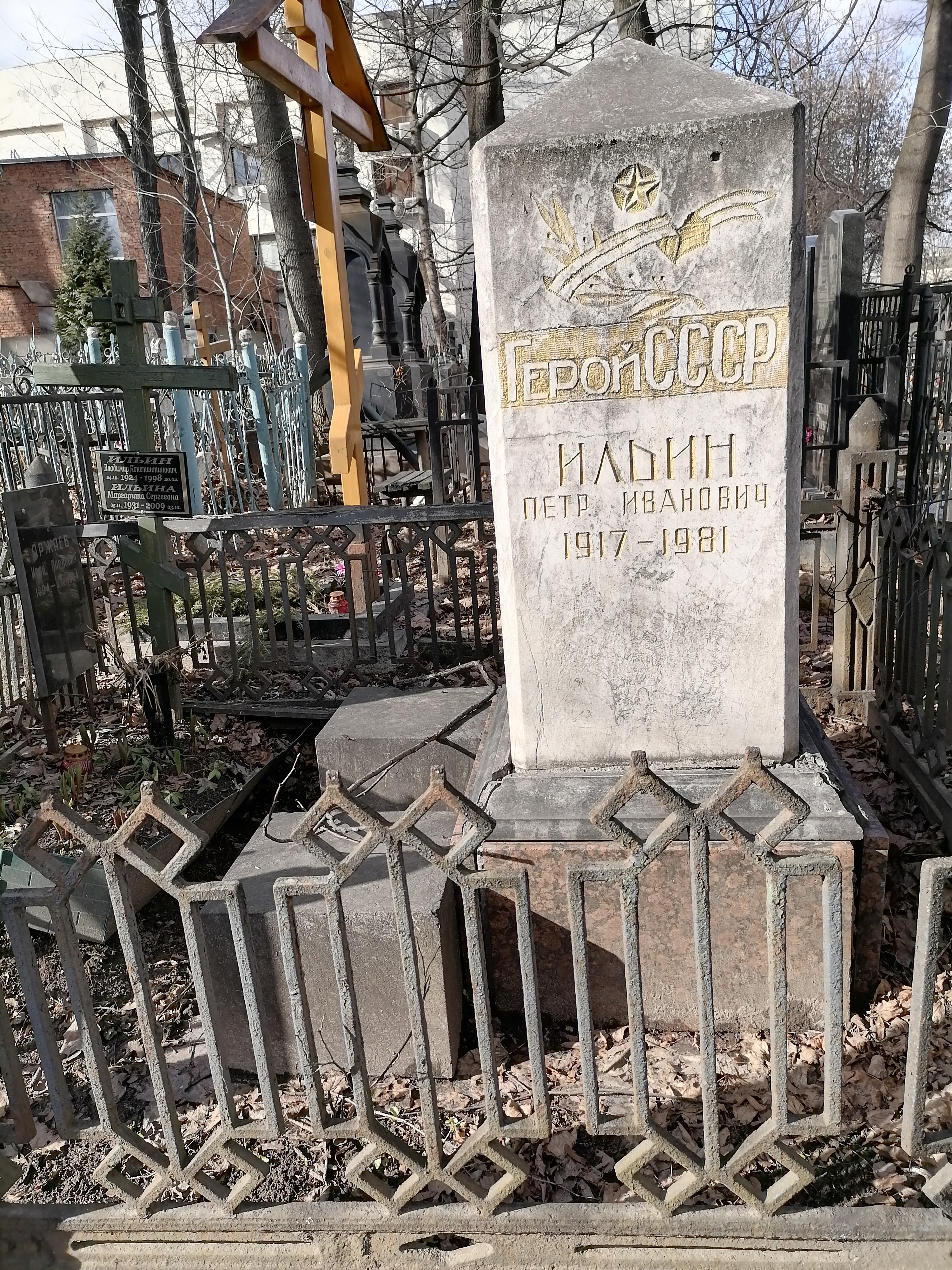
Могила Петра Ильина

Пётр Ива́нович Ильи́н (3 (16) апреля 1917; деревня Ефимова Подольского уезда Московской губернии — 5 марта 1981; город Москва) — Герой Советского Союза (1944), в годы Великой Отечественной войны — гвардии старший сержант, артиллерист.

## Биография
Родился 3 (16) апреля 1917 года в деревне Ефимова Подольского уезда Московской губернии. В 1932 году окончил 5 классов школы. Работал на заводе в Москве. В армии с мая 1942 года.
Участник Великой Отечественной войны: с августа 1942 года — командир орудия и командир огневого взвода 6-го отдельного гвардейского истребительно-противотанкового дивизиона 14-й гвардейской стрелковой дивизии. Воевал на Сталинградском, Донском, Юго-Западном и Степном фронтах. Участвовал в Сталинградской битве, Ворошиловградской и Белгородско-Харьковской наступательных операциях, освобождении Левобережной Украины и битве за Днепр.
Особо отличился при форсировании Днепра. 25 сентября 1943 года во время форсирования реки стрелковыми подразделениями севернее города Верхнеднепровск (Днепропетровская область, Украина) поддерживал их огнём своего орудия. После захвата плацдарма на правом берегу Днепра, под сильным огнём противника переправил на него своё орудие. Участвовал в отражении неоднократных вражеских контратак, после тяжёлого ранения командира взвода принял командование на себя. В этих боях расчёт его орудия уничтожил 10 станковых и 2 ручных пулемёта, 4 дзота и до взвода солдат противника.
Указом Президиума Верховного Совета СССР «О присвоении звания Героя Советского Союза офицерскому, сержантскому и рядовому составу Красной Армии» от 22 февраля 1944 года за «образцовое выполнение боевых заданий командования при форсировании реки Днепр, развитие боевых успехов на правом берегу реки и проявленные при этом отвагу и геройство» удостоен звания Героя Советского Союза с вручением ордена Ленина и медали «Золотая Звезда».
После войны демобилизован. Жил и работал в Москве. Умер 5 марта 1981 года. Похоронен на Пятницком кладбище в Москве.

## Награды
- Медаль «Золотая Звезда» Героя Советского Союза (22.02.1944);
- орден Ленина (22.02.1944);
- орден Красной Звезды (26.02.1943);
- медаль «За отвагу» (1.09.1943);
- другие медали.